# Paulinho (football, juillet 1982)
Pour les articles homonymes, voir Paulinho (homonymie).
Paulo Antônio de Oliveira, surnommé Paulinho, est un footballeur brésilien né le 16 juillet 1982. Il évolue au poste d'attaquant.

## Biographie
Paulinho joue principalement dans des clubs brésiliens et japonais.
Il termine meilleur buteur de la deuxième division japonaise en 2005 en inscrivant 22 buts.